# Christophe Honoré
Christophe Honoré (Carhaix, 10 aprile 1970) è un regista, sceneggiatore, scrittore, drammaturgo, regista teatrale e critico cinematografico francese.
È autore di numerosi romanzi per ragazzi caratterizzati della trattazione di temi spesso riservati alla letteratura per adulti, come il suicidio, l'AIDS e l'incesto. Attivo nel teatro, le sue rappresentazioni sono state presentate al Festival di Avignone. Il suo film musical Les Chansons d'amour gli ha permesso di vincere il premio per il miglior regista al Festival du Film de Cabourg del 2007.

## Biografia
Christophe Honoré è cresciuto a Rostrenen nel dipartimento francese bretone della Côtes-d'Armor. Ha studiato letteratura moderna e seguito una scuola di cinema a Rennes. Nel 1995 si è trasferito a Parigi, dove è diventato editorialista per diverse riviste, tra cui "Cahiers du Cinema".
La sua prima commedia teatrale è stata Les Débutantes presentata nel 1998 al Festival di Avignone, una delle più importanti manifestazioni teatrali della Francia. La pièce nell'ottobre 2003 è stata anche trasmessa dal canale televisivo France-Culture. Nel 2005 viene nuovamente invitato al Festival di Avignon, con una nuova commedia intitolata Dionysos impuissant un adattamenteo contemporaneo de Le Baccanti di Euripide, con Louis Garrel nel ruolo di Dioniso e Joana Preiss in quello di Semele.
Nel 2008, ha messo in scena Angelo, tiranno di Padova di Victor Hugo, presentato ad Avignone. La rappresentazione ha visto la partecipazione, tra gli altri di Clotilde Hesme, Emmanuelle Devos, Marcial Di Fonzo Bo. È diventato un artista associato presso il CDDB di Lorient.
Nei suoi romanzi di letteratura per ragazzi, Christophe Honoré ha affrontato argomenti considerati difficili e spesso riservati alla letteratura per adulti, come il suicidio, l'AIDS, le menzogne degli adulti, l'incesto e, in generale i segreti di famiglia. Nel 1996 scrive Tout contre Léo. Questo romanzo, che racconta le vicissitudini di un ragazzino e il suo rapporto con l'HIV, verrà anche riadattato per la televisione nel 2004 e trasmesso da Pink Tv nel 2006.
Nel 2001 ha realizzato il suo primo cortometraggio Nous deux. L'anno successivo il suo primo lungometraggio Dix-sept fois Cecile Cassard è stato selezionato nella sezione Un Certain Regard del Festival di Cannes 2002.
Ha collaborato con il regista Gaël Morel sceneggiando, nel 2004, Le Clan, la storia di tre fratelli francesi di origine magrebina uniti da un grande sentimento di fratellanza, e Après lui un lungometraggio presentato al Festival di Cannes del 2007, ufficialmente selezionato nella sezione Quinzaine des Réalisateurs, con protagonisti Catherine Deneuve e Thomas Dumerchez.
Ha diretto il musical Les Chansons d'amour, che è stato in concorso nella selezione ufficiale del Festival di Cannes 2007 e gli ha permesso di vincere il premio per il miglior regista al Festival du Film de Cabourg del 2007. Il suo film del 2008 La belle personne, adattamento contemporaneo di La principessa di Clèves di Madame de La Fayette, è stato candidato alla vittoria del Premio César per il miglior adattamento nel Premi César 2009.
Assieme a Chantal Akerman, Gaël Morel, Jean-Pierre Limosin, Zina Modiano, Victoria Abril, Catherine Deneuve, Louis Garrel, Yann Gonzalez, Clotilde Hesme, Chiara Mastroianni, Agathe Berman e Paulo Branco è stato tra i sottoscrittori della lettera aperta agli spettatori cittadini (Lettre ouverte aux spectateurs citoyens), pubblicata da Libération il 7 aprile 2009, contro la legge numero 669 del 12 giugno 2009, nota come "Loi Création et Internet" istitutiva della HADOPI (Haute Autorité pour la diffusion des oeuvres et la protection des droits sur l'Internet).
Lo stesso anno ha diretto Non ma fille, tu n'iras pas danser assegnando il personaggio di Léna a Chiara Mastroianni. Nel 2010 partecipa al Locarno International Film Festival con Homme au bain che vede nel cast François Sagat e Chiara Mastroianni.
Les Bien-aimés suo film più ambizioso per budget, location e cast che comprende tra gli altri Catherine Deneuve e Chiara Mastroianni oltre a quello che sta diventando il suo attore feticcio Louis Garrel, è stato il film di chiusura del Festival di Cannes 2011.

## Filmografia

### Regista e sceneggiatore
- Nous deux (2001), cortometraggio
- 17 fois Cécile Cassard (2002)
- Tout contre Léo (2002), film TV
- Ma mère (2004)
- Dans Paris (2006)
- Les Chansons d'amour (2007)
- La Belle Personne (2008), film TV
- Hôtel Kuntz (2008), cortometraggio
- Non ma fille, tu n'iras pas danser (2009)
- Homme au bain (2010)
- Les Bien-aimés (2011)
- Métamorphoses (2014)
- Quella piccola peste di Sophie (Sophie’s Misfortunes) (2016)
- Plaire, aimer et courir vite (2018)
- L'hotel degli amori smarriti (Chambre 212) (2019)
- Winter Boy - Le Lycéen (Le Lycéen) (2022)
- Marcello mio (2024)

### Sceneggiatore
- Les filles ne savent pas nager, regia di Anne-Sophie Birot (2000)
- Novo, regia di Jean-Pierre Limosin (2002)
- Le Clan, regia di Gaël Morel (2004)
- Après lui, regia di Gaël Morel (2007)
- Le Bruit des gens autour, regia di Diastème (2008)
- Let My People Go!, regia di Mikael Buch (2011)
- Sagat: The Documentary (Sagat), regia di Jérome M. Oliveira e Pascal Roche (2011)
- Due amici (Les deux amis), regia di Louis Garrel (2015)

## Opere

### Romanzi
- L'Infamille (1997)
- La Douceur (1999)
- Scarborough (2002)
- Le Livre pour enfants (2005)

#### Romanzi per ragazzi
- Tout contre Léo (1996)
- C'est plus fort que moi (1996)
- Je joue très bien tout seul (1997)
- L'Affaire petit Marcel (1997)
- Zéro de lecture (1998)
- Une toute petite histoire d'amour (1998)
- Je ne suis pas une fille à papa (1998)
- Les Nuits où personne ne dort (1999)
- Mon Cœur bouleversé (1999)
- Bretonneries (1999)
- Père et fils (2003)
- M'aimer (2004)
- Noël c'est couic (2005)
- Torse nu (2005)
- Viens (2006)
- Juke-box (2007)
- Le Terrible six heures du soir (2008)
- J'élève ma poupée (2010)
- La Règle d'or du cache-cache (2010)
- L'une belle, l'autre pas (2013)
- Un enfant de pauvres (2016)

### Drammaturgie
- Les Débutantes (1998)
- Le Pire du troupeau (2001)
- Beautiful Guys (2004)
- Dionysos impuissant (2005)
- La Faculté (2012)
- Un jeune se tue (2012)
- Nouveau Roman (2012)
- Violentes femmes (2015)

## Regie teatrali
- Les Débutantes (1998)
- Le Pire du troupeau (2001)
- Beautiful Guys (2004)
- Dionysos impuissant (2005)
- Angelo, tiranno di Padova (Angelo, tyran de Padoue, 1835) di Victor Hugo (2009)
- Nouveau Roman (2012)
- Historia (1962) di Witold Gombrowicz (2015)